# Club Basket Bilbao Berri
Il Club Basket Bilbao Berri (noto maggiormente come Bilbao Basket) è una squadra professionistica di pallacanestro della città di Bilbao, Paesi Baschi, Spagna, che gioca nella Liga ACB.

## Storia
Iniziò nella divisione più bassa, la Liga LEB 2. Nella sua seconda stagione, il 2001-02, ebbe la possibilità di approdare, attraverso i play-off, nella Liga LEB. Infine nella stagione 2003-04 fu promosso in Liga ACB. Con il nuovo sponsor, il gruppo immobiliare Iurbentia, cambiò il nome in Iurbentia Bilbao. Ha inoltre altri importanti sponsor come FEVE, El Correo e la Diputación Foral de Vizcaya.
Trascorre 4 stagioni in Liga ACB, con uno dei più piccoli budget della liga. Durante la stagione 2005-06, sconfisse per la prima volta il suo massimo rivale, la TAU Baskonia nel Bilbao Exhibition Center. Giocando nel Pabellón Municipal de la Casilla ha battuto Barcellona e Unicaja Málaga.
Fu sempre nel Bilbao Exhibition Center che il Bilbao Berri ottenne il maggior numero di spettatori, circa 15 414, il 6 gennaio 2007 contro il TAU Baskonia.
Nel campionato 2010-11 è approdato alla finale play-off grazie alle vittorie contro il Valencia BC per 2 a 0 e il Real Madrid per 3 a 1 rispettivamente nei quarti e nelle semifinali. Lì però è stato battuto dal Barcellona per 3 a 0.

## Palazzetti
- Pabellón La Casilla (2000-09)
- Bizkaia Arena (2009-10), occasionalmente usato per le partite interne anche nel 2007 e nel 2008
- Bilbao Arena (2010-)

## Roster 2021-2022
Aggiornato al 19 gennaio 2022.
|    | Naz.                                   | Ruolo | Sportivo           | Anno | Alt. | Peso |  |
| -- | -------------------------------------- | ----- | ------------------ | ---- | ---- | ---- |  |
| 00 | Francia (bandiera)                     | AG    | Damien Inglis      | 1995 | 203  | 112  |  |
| 0  | Stati Uniti (bandiera)                 | G     | Andrew Goudelock   | 1988 | 191  | 91   |  |
| 1  | Stati Uniti (bandiera)                 | C     | Jeff Withey        | 1990 | 213  | 105  |  |
| 2  | Francia (bandiera)                     | P     | Jonathan Rousselle | 1990 | 188  | 84   |  |
| 4  | Serbia (bandiera)                      | PG    | Stefan Peno        | 1997 | 194  | 91   |  |
| 5  | Brasile (bandiera) · Spagna (bandiera) | P     | Rafa Luz           | 1992 | 188  | 94   |  |
| 7  | Spagna (bandiera)                      | G     | Tomeu Rigo         | 1997 | 193  | 89   |  |
| 8  | Spagna (bandiera)                      | AP    | Alejandro Reyes    | 1993 | 202  | 85   |  |
| 10 | Francia (bandiera)                     | GA    | Valentin Bigote    | 1992 | 196  | 86   |  |
| 12 | Svezia (bandiera) · Spagna (bandiera)  | P     | Ludvig Håkanson    | 1996 | 193  | 88   |  |
| 21 | Lituania (bandiera)                    | AG    | Gytis Masiulis     | 1998 | 207  | 103  |  |
| 31 | Rep. Dominicana (bandiera)             | C     | Ángel Delgado      | 1994 | 208  | 109  |  |
| 57 | Spagna (bandiera)                      | AC    | Alejandro Galán    | 1999 | 207  | 100  |  |
|    | Stati Uniti (bandiera)                 | GA    | David Walker       | 1993 | 198  | 89   |  |

### Staff tecnico
| Allenatore: | Álex Mumbrú                          |
| Assistenti: | Javi Salgado, Javier Rodríguez Pérez |

## Palmarès
- Copa LEB 2: 1

2001-2002
- Liga LEB 2: 1

2001-2002
- Liga LEB: 1

2003-2004
- FIBA Europe Cup: 1

2024-2025

## Finali disputate
- Liga ACB: 1

2011 vs. FC Barcelona
- Eurocup

2013 vs. Lokomotiv Kuban

## Sponsor
Il Bilbao Basket ha avuto varie denominazioni nel corso degli anni dovute alle sponsorizzazioni:
| - Lagun Aro Bilbao Basket 2004–2007 - iurbentia Bilbao Basket 2007–2009 - Bizkaia Bilbao Basket 2009–2011 - Gescrap Bizkaia Bilbao Basket 2011-2012 - Uxúe Bilbao Basket 2012-2013 |